# Dušan Gorišek
Dušan Gorišek (Radovljica, 1950) è un dirigente sportivo ed ex sciatore alpino sloveno che gareggiò per la nazionale jugoslava.

## Biografia
Sciatore polivalente, esordì in Coppa del Mondo il 18 dicembre 1973 a Zell am See in discesa libera classificandosi 31º e tale piazzamento sarebbe rimasto il migliore di Gorišek nel massimo circuito internazionale; ai successivi Mondiali di Sankt Moritz 1974, sua unica presenza iridata, si classificò 42º nella discesa libera, 40º nello slalom gigante, 19º nello slalom speciale e 7º nella combinata. Prese per l'ultima volta il via in Coppa del Mondo l'11 gennaio 1975 a Wengen in discesa libera (50º) e l'ultimo risultato della sua carriera agonistica fu la medaglia d'oro che vinse nella medesima specialità ai Campionati jugoslavi 1977; non prese parte a rassegne olimpiche.
Dopo il ritiro è divenuto dirigente sportivo sia nei quadri della Federazione internazionale sci e snowboard, ricoprendo il ruolo di delegato tecnico e membro del sottocomitato per lo sci alpino, sia in quelli della Federazione sciistica della Slovenia, quale presidente del settore alpino dal 2014.

## Palmarès

### Campionati jugoslavi
- 2 ori (slalom speciale nel 1974; discesa libera nel 1977)[1]